# Aeroporto de Cianorte
O Aeroporto de Cianorte - Engenheiro Gastão de Mesquita Filho (IATA: GGH, ICAO: SSCT) é um aeródromo público do município brasileiro de Cianorte, estado do Paraná.

## Voos comerciais
Em 2019, foi anunciado o início dos voos comerciais no aeroporto de Cianorte, com aeronaves Cessna Grand Caravan da empresa Two Flex, em parceria com a Gol Linhas Aéreas, ligando o município a Curitiba.
As operações fazem parte do Programa Voe Paraná, do governo estadual, que objetiva o aumento de cidades atendidas por linhas aéreas, tendo em contrapartida a redução do ICMS sobre o querosene de aviação.
Porém, em 2020 a empresa aérea contratada pelo programa Voe Paraná foi vendida e os voos cancelados no estado.